# ۱۷ شعبان
۱۷ شعبان، هفدهمین روز از ماه شعبان در تقویم هجری قمری است.
در تقویم هجری قمری قراردادی این روز دویست و بیست و چهارمین روز سال است.

## درگذشتگان
- ۱۳۹۱ قمری - سلطان الواعظین شیرازی اندیشمند، خطیب و از علمای شیعه قرن چهاردهم و نویسنده کتاب شب‌های پیشاور